# 고륜숙혜장공주
고륜숙혜공주(중국어: 固倫淑慧公主, 1632년~1700년)는 효장문황후 박이제길특씨 소생으로 이름은 아도(阿圖)이다. 아도격격(阿圖格格) 또는 파림공주(巴林公主)라고도 한다. 1648년 색이합(索爾哈)에게 하가했다. 후에 박이제길특 색포등(博爾濟吉特 色布騰)에게 재가했다. 1700년 69세에 졸했다.